# Za jasného dne neuvidím svou sestru
Za jasného dne neuvidím svou sestru (v anglickém originále On a Clear Day I Can't See My Sister) je 11. díl 16. řady (celkem 346.) amerického animovaného seriálu Simpsonovi. Scénář napsal Jeff Westbrook a díl režíroval Bob Anderson. V USA měl premiéru dne 6. března 2005 na stanici Fox Broadcasting Company a v Česku byl poprvé vysílán 1. července 2007 na stanici ČT2.

## Děj
Žáci Springfieldské základní školy se vydávají na exkurzi k téměř roztátému ledovci ve Springfieldu. Bart opakovaně šikanuje Lízu, protože se jí výlet líbí, a Líza si jako pomstu opatří zákaz přiblížit se k Bartovi na méně než dvacet metrů. Líza zákaz – a dvacetimetrovou tyč vyrobenou Homerem k jeho vymáhání – plně využívá k neustálému týrání Barta, nutí ho jezdit za školním autobusem v nákupním vozíku či jíst školní oběd venku v dešti. 
Marge se rozhodne získat odvolání pro zrušení zákazu přiblížení, ale Bart během slyšení opakovaně uráží soudkyni Krutou, což vede k tomu, že soudkyně rozšíří zákaz na 200 stop a donutí Barta žít na zahradě Simpsonových. Brzy Bart zjistí, že může žít přirozeným způsobem, svlékat se, močit, kam se mu zachce, a hrát si s divokými psy. Když Marge vidí Bartovo divoké chování, naznačí Líze, že možná zašla příliš daleko. Líza odpoví, že Bart pro ni v poslední době neudělal žádnou hezkou věc, ale když Marge poukáže na dva příklady opaku, slíbí Líza, že až ji napadne třetí věc, zákaz zničí. Později vidí, jak Bart staví její sochu, čímž je ohromena, ale když zjistí, že měla být spálena, Líza řekne, jak jí Bartovy lži chybí. Líza spálí Bartův zákaz přibližování i svou sochu, zatímco se na zahradě sejde rodina Simpsonových a hraje „Tijuana Taxi“. 
V podzápletce se Homer nechá zaměstnat jako vítač ve Sprawl-Martu, což je práce, jež se mu líbí, protože v ní není žádný tlak na postup. Vedoucí mu vytvoří falešný mexický občanský průkaz, aby ho pod hrozbou deportace donutil pracovat přesčasy bez příplatku, a Homer a jeho spolupracovníci jsou později pozdě v noci zavřeni v supermarketu, přičemž Homerovi je do zátylku implantován čip. Homerovi se jej podaří odstranit a připojí se ke svým spolupracovníkům, kteří v obchodě kradou pomocí vysokozdvižného vozíku, jímž přemístí několik plazmových televizorů. 

## Přijetí
Ve Spojených státech díl během premiéry sledovalo 10,39 milionu diváků.
Colin Jacobson z DVD Movie Guide v rámci hodnocení 16. řady k dílu uvedl, že „spousta epizod Simpsonových působí vykonstruovaně, ale tahle jde ještě o něco dál než většina ostatních. Bart projevuje vůči Líze abnormálně vysokou míru podlosti a parodie na Walmart působí nuceně. Přesto se dočkáme několika slušných vtipů, ale celkově díl působí nedokonale.“
Patrick D. Gaertner ze serveru Puzzled Pagan napsal: „No, nevím, jak je to s touhle epizodou. Tak nějak mě to štve. Nikdy nejsem fanouškem dílů, které se točí kolem toho, jak se Bart chová k Líze, protože vždycky musí jeho sourozeneckou podělanost vystupňovat do absurdní míry. Bart je v této epizodě přímo zrůda, což je nezbytné pro ospravedlnění směšného nápadu, že se dva sourozenci domluví na zákazu přiblížení. Ale když se zákaz přiblíží, epizoda je opravdu mizerná, protože Líza se pak stává ještě horším tyranem, než byl Bart. Dostane moc a okamžitě se jí nechá zkazit a začne ji využívat k tomu, aby Barta potrápila, místo aby byla tím větším člověkem. Nevím, možná mě ten díl jen zasáhl v nějaké divné náladě nebo co, ale pro mě to byl opravdu propadák a nemůžu se dočkat, až na něj co nejdřív zapomenu.“.

## Stažení z vysílání
Po zemětřesení a tsunami v Tóhoku v roce 2011 a s tím spojeném jaderném ohrožení byl tento díl stažen z vysílání německé stanice ProSieben a australského kanálu Network 10 kvůli vtipům o jaderných haváriích.